# Tricyphona bidentifera
Tricyphona (Tricyphona) bidentifera là một loài ruồi trong họ Pediciidae. Chúng phân bố ở vùng sinh thái Nearctic.